# Phương ngữ Gyeongsang
Phương ngữ Gyeongsang (còn được biết là Kyŏngsang), hay tiếng Hàn Đông Nam, là phương ngữ tiếng Triều Tiên tại khu vực Yeongnam, bao gồm cả các tỉnh Gyeongsang, Gyeongsang Bắc và Gyeongsang Nam, Hàn Quốc. Có khoảng 10 triệu người nói phương ngữ này. Không giống như tiếng Hàn chuẩn, hầu hết các phương ngữ Gyeongsang đều có thanh điệu, tương tự như tiếng Triều Trung đại.
Phương ngữ Gyeongsang đa dạng. Một người bản ngữ có thể phân biệt phương ngữ tại Daegu với khu vực thành phố Busan - Ulsan mặc dù thành phố đầu tiên cách hai thành phố sau chưa đầy 100 km. Các phương ngữ tương đối giống nhau dọc trung lưu sông Nakdong nhưng khác nhau ở gần Busan và Ulsan, Jinju và Pohang cũng như dọc theo sườn phía đông của núi Jiri. 

## Những giai thoại gần đây và sự kỳ thị xã hội
Từ tổng thống Park Chung-hee đến Kim Young-sam (1961-1997), phương ngữ Gyeongsang nổi bật hơn trong truyền thông Hàn Quốc so với các phương ngữ khác vì tất cả các tổng thống (trừ Choi Kyu-hah) là người bản địa của tỉnh Gyeongsang. Đó là lý do tại sao một số chính trị gia Hàn Quốc hoặc các quan chức cấp cao đã bị cho là không cố gắng chuyển đổi sang giọng Seoul, được coi là giọng chuẩn ở Hàn Quốc.
Ngoài ra, cựu tổng thống Kim Young-sam đã bị chỉ trích (khi ông còn đương chức) vì không phát âm chính xác khi phát biểu trước công chúng. Có lần ông đã phát âm sai '경제' (Gyeongje: có nghĩa là 'nền kinh tế ') thành '갱제' (Gaengje: một cách phát âm Gyeongsang của thế hệ cũ cho '경제 ')' và '외무부 장관 (oemubu-janggwan: nghĩa là 'bộ trưởng ngoại giao')' thành '애무부 장관' (aemubu-janggwan: có nghĩa là 'bộ trưởng ve vuốt'). Ngoài ra, có một tin đồn liên quan đến việc trong một bài phát biểu công khai, ông đã làm cho người nghe rất ngạc nhiên khi cho biết rằng ông ấy sẽ biến Jeju thành một thành phố 'hiếp dâm' đẳng cấp thế giới (관광 [gwan gwang, du lịch]> 강간 [gang-gan, hiếp dâm]) bằng cách xây dựng một đường cao tốc 'thông dâm' (관통 하는 [gwantonghaneun, xuyên suốt])> 간통 하는 [gantonghaneun, ngoại tình]).